# Birger Lundberg (redaktör)
Birger Gustaf Adolf Lundberg, född 30 mars 1911 i Hudiksvall, död 8 januari 1996 i Arbrå församling, Gävleborgs län, var en svensk redaktör och författare. 
Lundberg var son till revisor Josef Lundberg och Klara Gillberg. Efter studentexamen 1930 var han medarbetare i tidningen Nya Samhället i Sundsvall 1933–1937. År 1938 började han på tidningen Vi och var redaktionssekreterare  1938–1945. Han var andre redaktör 1945–1957, blev verkställande redaktör 1958 och var chefredaktör och ansvarig utgivare 1959–1966. Utöver nedanstående verk skrev han en mängd artiklar i tidningen Vi.
Birger Lundberg var från 1934 gift med Willy Maria Lundberg född Häggdahl.